# VMM-163
163ème Escadron d'hélicoptère de transport (USMC)
Le Marine Medium Tiltrotor Squadron 163 (ou VMM-163) est un escadron d'hélicoptère  à rotors basculants MV-22 Osprey du Corps des Marines des États-Unis. L'escadron, connu sous le nom de « Evil Eyes » est stationné à la Marine Corps Air Station Miramar en Californie et fait partie du Marine Aircraft Group 16 (MAG-16) et de la 3rd Marine Aircraft Wing (3rd MAW).

## Mission

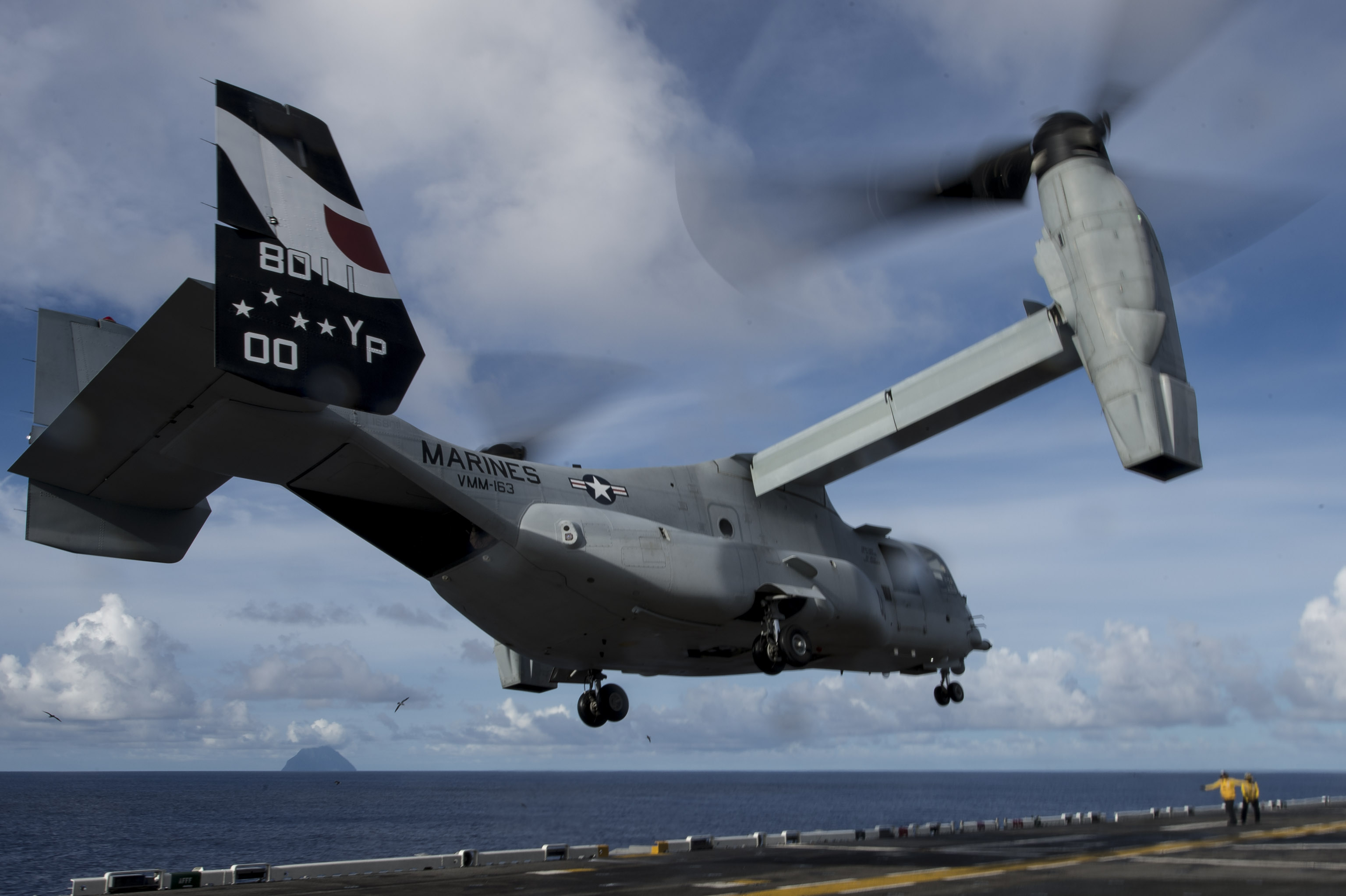
Mv-22 Osprey du VMM-163 en 2014

Le VMM-163 fournit un soutien d'assaut aux troupes de combat, des fournitures et l'équipement pendant les opérations amphibies et les opérations ultérieures à terre. De manière routinière, les escadrons VMM fournissent la base d'un élément de combat aérien (ACE) de n'importe quelle mission de la Force tactique terrestre et aérienne des Marines (MAGTF) qui peut inclure des tâches de soutien d'assaut conventionnel et des opérations spéciales ainsi que la récupération de personnel  ou l'évacuation de non-combattants.

## Historique

### Origine
Le Marine Helicopter Transport Squadron 163 (HMR-163) a été créé le 1er décembre 1951  et a été redésigné HMR(L)-163 le 1er décembre 1956, puis HMM-163 en Février 1962.
Il prend le nom actuel de Marine Medium Tiltrotor Squadron 163 en 2011.

### Opérations

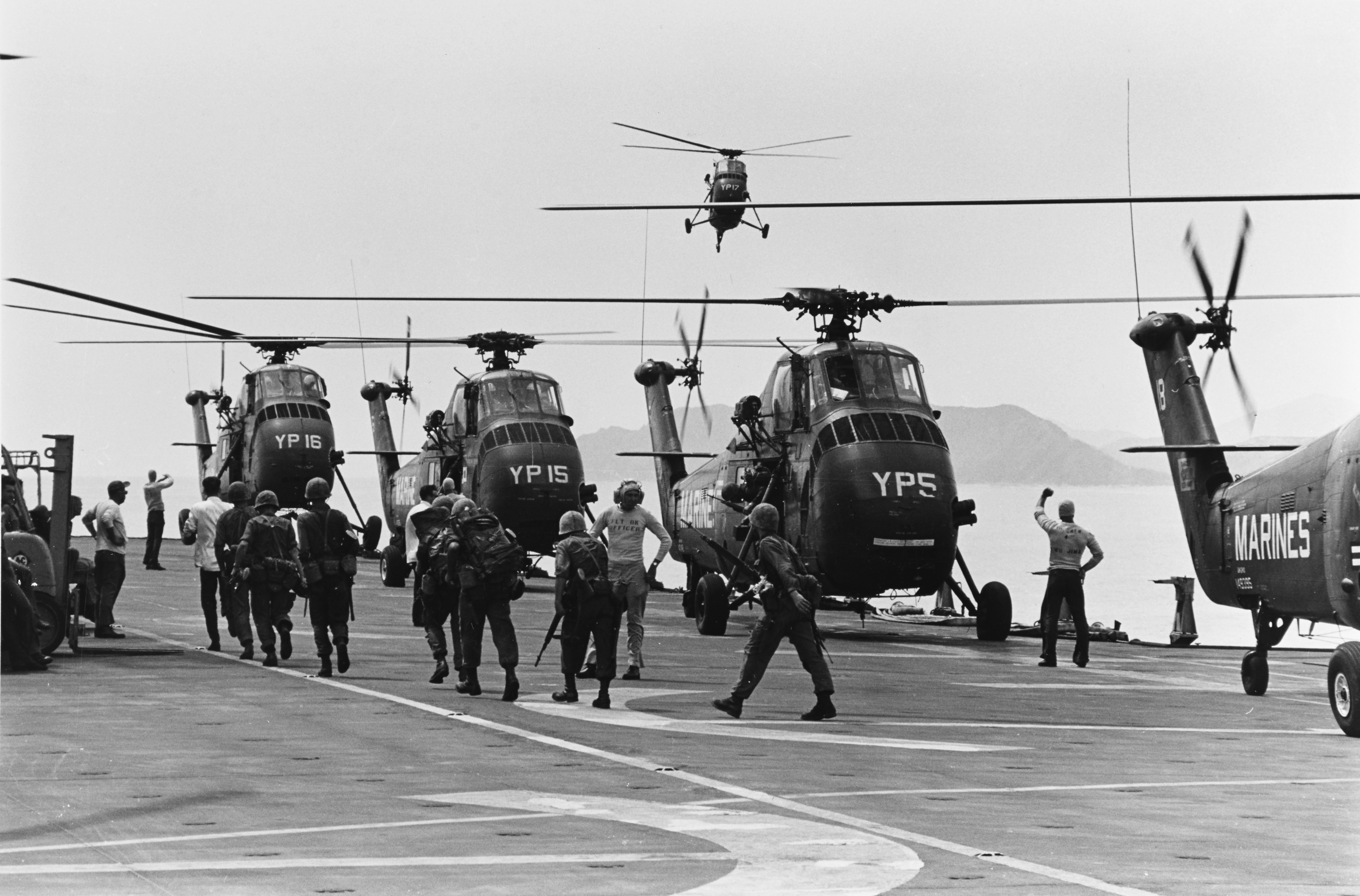
Hélicoptères Sea Horse du HMM-163 sur USS Iwo Jima en 1965

- Guerre du Vietnam : L'escadron remplace le HMM-362 pour l'Operation Shufly (en) (1962), puis le HMM-365 (1965). En 1965, l'escadron a été remplacé par le HMM-261 et a rejoint la Special Landing Force (SLF) à bord de l'USS Iwo Jima (LPH-2). L'escadron a ensuite soutenu l'Opération Starlite (1965)  et en septembre, l'opération Dagger Thrust. Il participe à l'Operation New York (en), à l'Opération Oregon et à la Battle of A Sau (en) (1966). En 1968, il est engagé pour la Zone vietnamienne démilitarisée. A la fin de la guerre il est équipé e l'hélicoptère CH-46 Sea Knight
- Années 1990 : Le HMM-163 resta actif en tant qu'élément de combat de l'aviation (ACE) pour cles Marine Expeditionary Unit capables d'opérations spéciales (MEU (SOC)) lors de déploiements dans les théâtres du Pacifique et du Commandement central. Pendant ce temps, l'escadron a participé à des opérations à travers le Pacifique et de la Corne de l'Afrique au golfe Persique : Operation Fiery Vigil (en) en (1991), Opération Continue Hope (1992), Opération Distant Runner (1994), Opération Desert Strike (1996) et Opération Resolute Response (1998).
- Guerre contre le terrorisme : Opération Enduring Freedom (2001) et Guerre d'Irak...